# Örgryte IS
Örgryte Idrottssällskap w skrócie Örgryte IS – szwedzki klub piłkarski mający siedzibę w Göteborgu. Obecnie klub występuje w rozgrywkach Superettan.

## Historia
Klub został założony w 1887 r. 22 maja 1892 r. klub rozegrał pierwszy mecz piłki nożnej w historii Szwecji pokonując 1:0 IS Lyckans Soldater. W 2011 r. klub zbankrutował, przez co został zdegradowany do 3 ligi.

## Sukcesy
- Mistrzostwa Szwecji/Allsvenskan
  - mistrzostwo (14): 1896, 1897, 1898, 1899, 1902, 1904, 1905, 1906, 1907, 1909, 1913, 1985
  - wicemistrzostwo (5): 1913, 1914, 1917, 1928/1929, 1931/1932
- Superettan
  - mistrzostwo (1): 2008
- Division 1 Södra
  - mistrzostwo (2): 1994, 2012
  - wicemistrzostwo (2): 2014, 2015
- Division 1 Västra
  - wicemistrzostwo (1): 1991
- Puchar Szwecji
  - zwycięstwo (1): 2000
  - finał (1): 1998

## Europejskie puchary
Legenda do wszystkich tabel:
- Q – runda eliminacyjna, 1/16, 1/8, 1/4, 1/2 – odpowiednia faza rozgrywek, Grupa – runda grupowa, 1r gr – pierwsza runda grupowa, 2r gr – druga runda grupowa, F – finał, R – runda, PO – play-off
- k. – rzuty karne, los. – losowanie, Dogr. – dogrywka, w. – zasada bramek strzelonych na wyjeździe

| Sezon   | Rozgrywki              | Runda | Przeciwnik           | Dom | Wyjazd | Ogólnie |
| ------- | ---------------------- | ----- | -------------------- | --- | ------ | ------- |
| 1964/65 | Puchar Miast Targowych | 1R    | Dunfermline Athletic | 0–0 | 2–4    | 2–4     |
| 1966/67 | Puchar Miast Targowych | 1R    | OGC Nice             | 2–1 | 2–2    | 4–3     |
| 1966/67 | Puchar Miast Targowych | 1/16  | Ferencvárosi TC      | 0–0 | 1–7    | 1–7     |
| 1986/87 | Puchar Europy          | 1R    | Dynamo Berlin        | 2–3 | 1–4    | 3–7     |
| 1989/90 | Puchar UEFA            | 1R    | Hamburger SV         | 1–2 | 1–5    | 2–7     |
| 2000/01 | Puchar UEFA            | 1Q    | Coleraine            | 1–0 | 2–1    | 3–1     |
| 2000/01 | Puchar UEFA            | 1R    | Rapid Wiedeń         | 1–1 | 0–3    | 1–4     |

## Skład w sezonie 2018
| Nr | Poz. | Piłkarz                  |
| -- | ---- | ------------------------ |
| 1  | BR   | Stojan Lukić             |
| 3  | OB   | Karl-Johan Lindblad      |
| 5  | OB   | Anton Lans               |
| 6  | OB   | Hannes Sahlin            |
| 7  | PO   | Daniel Sliper            |
| 8  | PO   | Jakob Lindström          |
| 9  | PO   | Simon Nilsson            |
| 10 | NA   | Mohamed Said Adan        |
| 11 | NA   | William Atashkadeh       |
| 12 | BR   | Kristoffer Björk         |
| 14 | PO   | Daniel Paulson (kapitan) |

| Nr | Poz. | Piłkarz              |
| -- | ---- | -------------------- |
| 15 | NA   | Gustav Ludwigson     |
| 17 | PO   | Emil Skogh           |
| 18 | OB   | Jacob Ericsson       |
| 19 | PO   | Jesper Jörnvik       |
| 20 | PO   | Diego Montiel        |
| 22 | OB   | Filip Almström Tähti |
| 23 | OB   | David Engström       |
| 27 | PO   | Jens Cajuste         |
| 29 | OB   | Danny Ervik          |
| 96 | NA   | Alibek Aliev         |